# Strandbohne
Die Strandbohne (Canavalia rosea) ist eine Pflanzenart aus der Gattung Canavalia innerhalb der Familie der Hülsenfrüchtler (Fabaceae). Sie kommt an den subtropischen und tropischen Stränden fast weltweit vor.

## Beschreibung

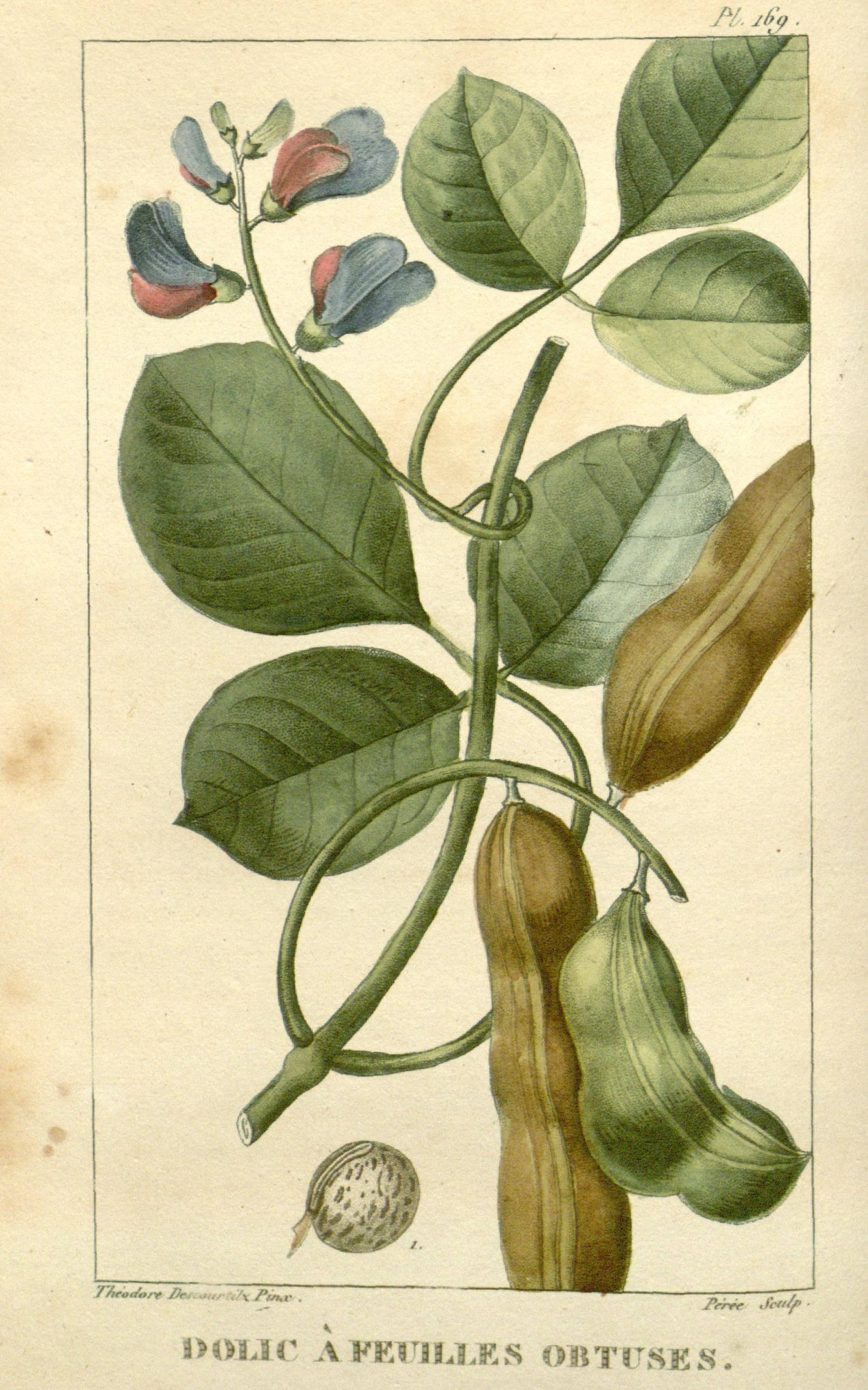
Illustration aus Flore médicale des Antilles, ou, Traité des plantes usuelles, Tafel 169

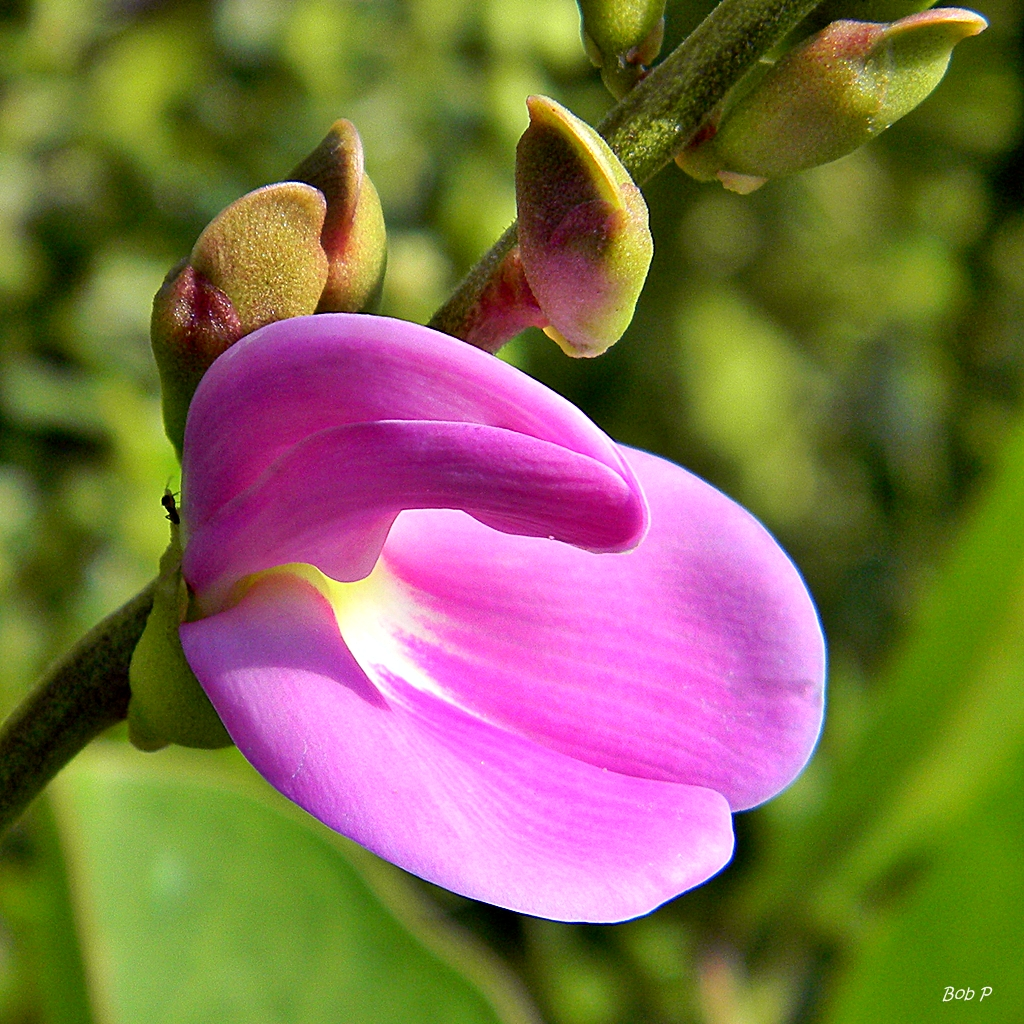
Zygomorphe Blüte im Detail

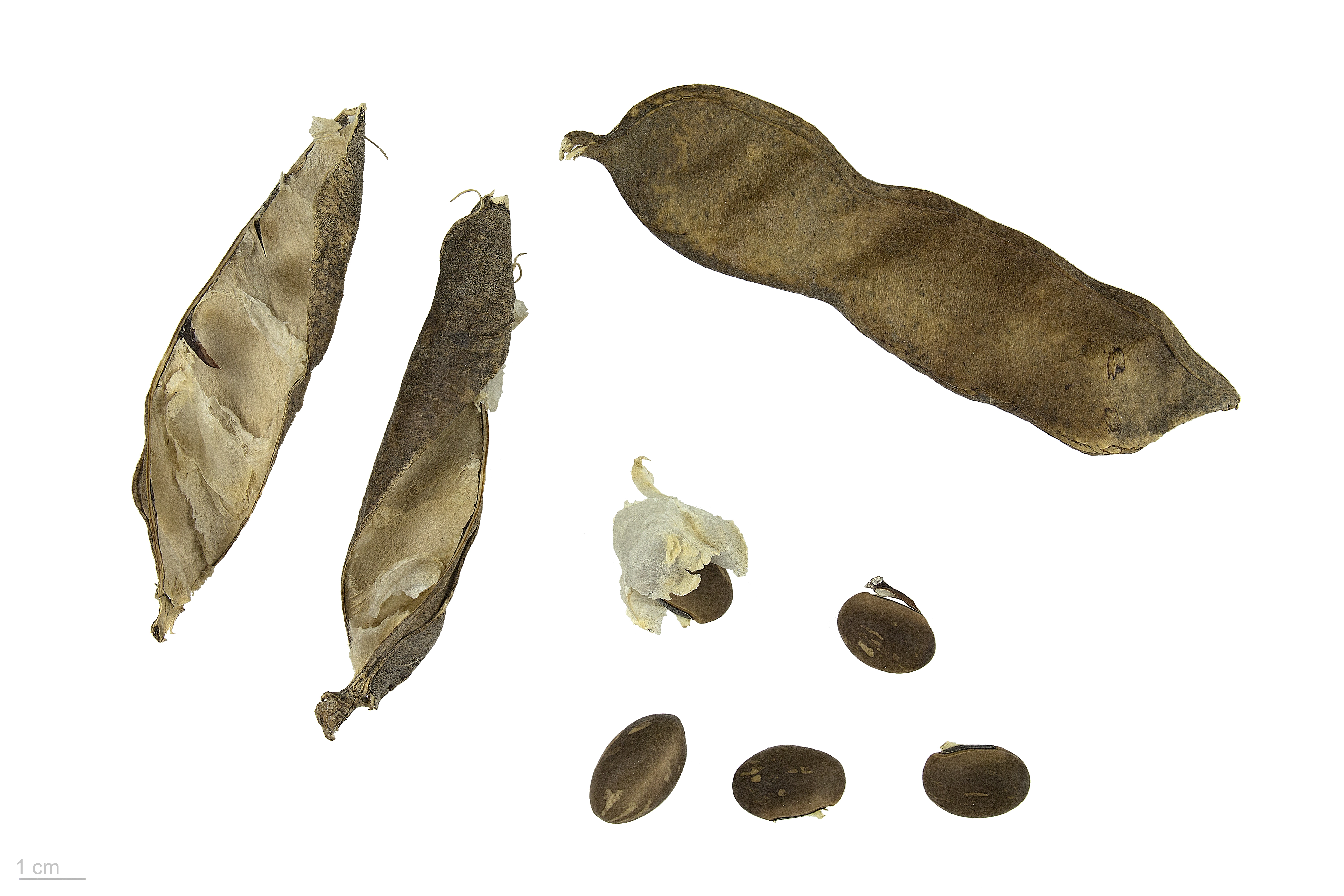
Hülsenfrüchte und Samen

### Vegetative Merkmale
Canavalia rosea ist eine krautige Pflanze und erreicht als Kletterpflanze Wuchshöhen von bis zu 6 Metern. Der spärlich feinflaumig behaarte Stängel weist Durchmesser von etwa 2,5 Zentimetern auf.
Die wechselständigen Laubblätter sind in Blattstiel und Blattspreite gegliedert. Jede gefiederte Blattspreite besteht aus drei Fiederblättchen. Die ganzrandigen und teils feinstachelspitzigen, abgerundeten bis eingebuchteten, seltener rundspitzigen oder bespitzten Blättchen sind bei einer Länge von 2,5 bis 9,5 (selten bis zu 11,5) Zentimetern sowie einer Breite von 1,5 bis 9 (selten bis zu 10) Zentimetern eiförmig bis verkehrt-eiförmig oder elliptisch, rundlich. Sie falten sich in der Sonnenhitze zusammen. Die Blättchen sind auf beiden Seiten kahl oder leicht behaart.

### Generative Merkmale
Canavalia rosea blüht das ganze Jahr über. In einem achselständigen, mit Blütenstandsschaft bis zu 30 Zentimeter langen traubigen Blütenstand stehen an dessen Nodien jeweils ein bis drei Blüten zusammen. Die zwittrigen Schmetterlingsblüten sind bei einer Länge von etwa 5 Zentimetern zygomorph mit doppelter Blütenhülle. Der Kelch ist zweilippig mit zwei abgerundeten Lippen. Die 2,5 bis 3 Zentimeter langen Blütenkronen sind violett-rosa- oder purpurfarben.
Die flachen, geraden oder leicht gekrümmten Hülsenfrüchte sind 10 bis 15 Zentimeter lang und bespitzt und enthalten sechs bis zehn Samen. Die braunen Samen sind bei einer Länge von 13 bis 15 Millimetern sowie einem Durchmesser von etwa 10 Millimetern ellipsoid, mit einem 10 Millimeter großem Nabel (Hilum).

## Ökologie
Die Samen treiben auf dem Wasser und können so durch Meeresströmungen ausgebreitet werden. Die Strandbohne besiedelt durch die Ausbreitung ihrer Samen durch Meeresströmungen und durch die hohe Toleranz zu salziger Gischt, niedrigem Nährstoffgehalt der Böden und hohen Temperaturen erfolgreich tropische und subtropische Küstenlinien. Bei der Besiedelung von Stränden und Frontdünen bedeckt sie oft große Gebiete und bildet relativ durchgehende Matten, die das sandige Substrat stabilisieren.

## Taxonomie
Die Erstveröffentlichung erfolgte 1788 unter dem Namen (Basionym) Dolichos roseus durch Olof Peter Swartz in Nova Genera & Species Plantarum seu Prodromus descriptionum Vegetabilium Seite 105. Die Art wurde 1825 durch Augustin Pyramus de Candolle in Prodromus Systematis Naturalis Regni Vegetabilis ... Band 2 Seite 404 als Canavalia rosea (Sw.) DC. in die Gattung Canavalia gestellt. Synonyme für Canavalia rosea (Sw.) DC. sind: Canavalia lineata auct. non (Thunb.) DC., Canavalia maritima Thouars.

## Nutzung
In Mexiko wird Canavalia rosea als Marihuana-Ersatz geraucht, obwohl bisher keine psychoaktiven Substanzen isoliert wurden. Enthalten ist unter anderem der entzündungshemmende Wirkstoff L-Betonicin. Pflanzenteile sind essbar, in Afrika und Südostasien wird Canavalia rosea wegen des hohen Proteinanteils als Tierfutter genutzt.